# Georgi Staykov
Georgi Staykov (bulgariska: Георги Стайков), född 10 augusti 1964 i Veliko Tarnovo i Bulgarien, är en bulgarisk skådespelare verksam i Sverige. Han spelar ofta personer av olika slaviska nationaliteter. Hans rollfigurer är ofta onda östeuropeiska eller jugoslaviska gangstrar; hänsynslösa, självsäkra och manipulativa. 
Hans enda återkommande och kanske mest uppmärksammade roll är som karaktären Lisbeth Salanders far Alexander Zalachenko i filmatiseringen av Millenniumtrilogin, där han förekommer i samtliga filmer (i första filmen i en flashback).

## Filmografi (urval)
- 2002 – Beck – Kartellen (TV-film)
- 2003 – Paradiset
- 2003 – Paragraf 9 (TV-serie)
- 2003 – Sista ronden
- 2003 – Tillfällig fru sökes
- 2004 – Babylonsjukan
- 2005 – Container
- 2004 – Kyrkogårdsön
- 2005 – Sandor slash Ida
- 2005 – Kommissionen (TV-serie)
- 2006 – Babas bilar
- 2006 – Offside
- 2007 – Ping-Pongkingen
- 2008 – Andra Avenyn (TV-serie) "Berislav"
- 2008 – Oskyldigt dömd (TV-serie)
- 2009 – Män som hatar kvinnor
- 2009 – Flickan som lekte med elden
- 2009 – Luftslottet som sprängdes
- 2009 – Knäcka
- 2011 – Tysta leken
- 2011 – I skydd av skuggorna
- 2012 – Johan Falk: Organizatsija Karayan
- 2017 – Alex (TV-serie)